# Composizioni di Georg Friedrich Händel

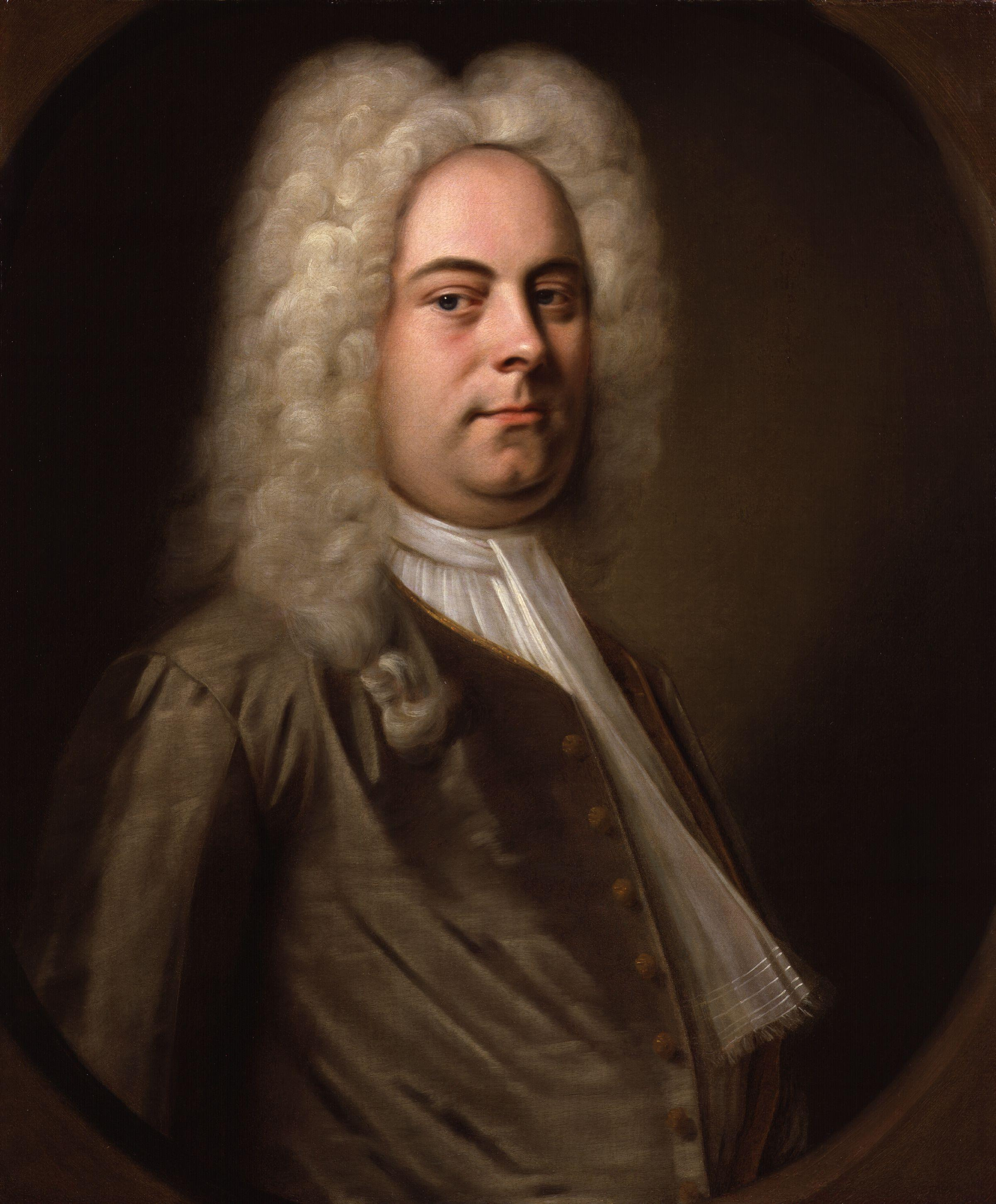
Händel

Lista delle composizioni di Georg Friedrich Händel, ordinate per genere e per numero di catalogo secondo lo Händel-Werke-Verzeichnis (HWV).

## Opere (1-42)
| HWV    | Titolo                           | Prima                 | Luogo                                   | Note                                                  | Testo |
| ------ | -------------------------------- | --------------------- | --------------------------------------- | ----------------------------------------------------- | --- |
| 1      | Almira                           | 8 gennaio 1705        | Opera di Amburgo, Amburgo               |                                                       | |
| 2      | Nero                             | 25 febbraio 1705      | Opera di Amburgo, Amburgo               | Musica perduta                                        | |
| 3      | Der beglückte Florindo           | 1708                  | Opera di Amburgo, Amburgo               | Musica perduta                                        | |
| 4      | Die verwandelte Daphne           | 1708                  | Opera di Amburgo, Amburgo               | Musica perduta                                        | |
| 5      | Rodrigo                          | 1707                  | Teatro del Cocomero, Firenze            | Musica parzialmente perduta                           | libretto Archiviato il 5 giugno 2011 in Internet Archive.                                                                 |
| 6      | Agrippina                        | fine 1709/inizio 1710 | Teatro San Giovanni Grisostomo, Venezia |                                                       | |
| 7a/b   | Rinaldo                          | 24 febbraio 1711      | Queen's Theatre, Londra                 | Seconda versione: 1731                                | libretto Archiviato il 20 febbraio 2011 in Internet Archive.                                                              |
| 8a/b/c | Il pastor fido (Tersicore, 1734) | 22 novembre 1712      | Queen's Theatre, Londra                 | Seconda e terza versione: 1734                        | 8b libretto Archiviato il 5 giugno 2011 in Internet Archive., 8c libretto Archiviato il 6 marzo 2009 in Internet Archive. |
| 9      | Teseo                            | 10 gennaio 1713       | Queen's Theatre, Londra                 |                                                       | libretto Archiviato il 5 giugno 2011 in Internet Archive.                                                                 |
| 10     | Lucio Cornelio Silla             | giugno 1713?          | Londra?                                 | Musica riutilizzata in Amadigi                        | libretto Archiviato il 5 dicembre 2010 in Internet Archive.                                                               |
| 11     | Amadigi di Gaula                 | 25 maggio 1715        | King's Theatre, Londra                  |                                                       | libretto Archiviato il 5 dicembre 2010 in Internet Archive.                                                               |
| 12a/b  | Radamisto                        | 27 aprile 1720        | King's Theatre, Londra                  |                                                       | libretto |
| 13     | Muzio Scevola                    | 15 aprile 1721        | King's Theatre, Londra                  | Solo il terzo atto di Händel                          | libretto Archiviato il 5 dicembre 2010 in Internet Archive.                                                               |
| 14     | Floridante                       | 9 dicembre 1721       | King's Theatre, Londra                  |                                                       | libretto Archiviato il 5 giugno 2011 in Internet Archive.                                                                 |
| 15     | Ottone                           | 12 gennaio 1723       | King's Theatre, Londra                  |                                                       | libretto Archiviato il 9 maggio 2010 in Internet Archive.                                                                 |
| 16     | Flavio                           | 14 maggio 1723        | King's Theatre, Londra                  |                                                       | libretto Archiviato il 5 giugno 2011 in Internet Archive.                                                                 |
| 17     | Giulio Cesare                    | 20 febbraio 1724      | King's Theatre, Londra                  | Seconda versione: 1725; terza versione: 1730          | libretto Archiviato il 5 giugno 2011 in Internet Archive.                                                                 |
| 18     | Tamerlano                        | 31 ottobre 1724       | King's Theatre, Londra                  |                                                       | libretto Archiviato il 5 giugno 2011 in Internet Archive.                                                                 |
| 19     | Rodelinda                        | 13 febbraio 1725      | King's Theatre, Londra                  |                                                       | libretto |
| 20     | Scipione                         | 12 marzo 1726         | King's Theatre, Londra                  |                                                       | libretto Archiviato il 23 novembre 2009 in Internet Archive.                                                              |
| 21     | Alessandro                       | 5 maggio 1726         | King's Theatre, Londra                  |                                                       | libretto Archiviato il 5 giugno 2011 in Internet Archive.                                                                 |
| 22     | Admeto                           | 31 gennaio 1727       | King's Theatre, Londra                  |                                                       | libretto |
| 23     | Riccardo primo                   | 11 novembre 1727      | King's Theatre, Londra                  |                                                       | libretto Archiviato il 5 giugno 2011 in Internet Archive.                                                                 |
| 24     | Siroe                            | 17 febbraio 1728      | King's Theatre, Londra                  |                                                       | libretto Archiviato il 5 giugno 2011 in Internet Archive.                                                                 |
| 25     | Tolomeo                          | 30 aprile 1728        | King's Theatre, Londra                  |                                                       | libretto Archiviato il 5 giugno 2011 in Internet Archive.                                                                 |
| 26     | Lotario                          | 2 dicembre 1729       | King's Theatre, Londra                  |                                                       | libretto Archiviato il 5 giugno 2011 in Internet Archive.                                                                 |
| 27     | Partenope                        | 24 febbraio 1730      | King's Theatre, Londra                  |                                                       | libretto Archiviato il 5 giugno 2011 in Internet Archive.                                                                 |
| 28     | Poro, re delle Indie             | 2 febbraio 1731       | King's Theatre, Londra                  |                                                       | libretto Archiviato il 5 giugno 2011 in Internet Archive.                                                                 |
| 29     | Ezio                             | 15 gennaio 1732       | King's Theatre, Londra                  |                                                       | libretto Archiviato il 16 luglio 2011 in Internet Archive.                                                                |
| 30     | Sosarme                          | 15 febbraio 1732      | King's Theatre, Londra                  |                                                       | libretto Archiviato il 5 giugno 2011 in Internet Archive.                                                                 |
| 31     | Orlando                          | 27 gennaio 1733       | King's Theatre, Londra                  |                                                       | libretto |
| 32     | Arianna in Creta                 | 26 gennaio 1734       | King's Theatre, Londra                  |                                                       | |
| 8b     | Tersicore (Il Pastor fido)       | 9 novembre 1734       | Covent Garden Theatre, Londra           | Prologo scritto per la terza versione del Pastor fido | |
| A 11   | Oreste                           | 18 dicembre 1734      | Covent Garden Theatre, Londra           | Pasticcio di precedenti musiche di Händel             | |
| 33     | Ariodante                        | 8 gennaio 1735        | Covent Garden Theatre, Londra           |                                                       | libretto Archiviato il 5 dicembre 2010 in Internet Archive.                                                               |
| 34     | Alcina                           | 16 aprile 1735        | Covent Garden Theatre, Londra           |                                                       | libretto |
| 35     | Atalanta                         | 12 maggio 1736        | Covent Garden Theatre, Londra           |                                                       | libretto Archiviato il 5 giugno 2011 in Internet Archive.                                                                 |
| 36     | Arminio                          | 12 gennaio 1737       | Covent Garden Theatre, Londra           |                                                       | libretto Archiviato il 5 giugno 2011 in Internet Archive.                                                                 |
| 37     | Giustino                         | 16 febbraio 1737      | Covent Garden Theatre, Londra           |                                                       | libretto Archiviato il 6 dicembre 2010 in Internet Archive.                                                               |
| 38     | Berenice                         | 18 maggio 1737        | Covent Garden Theatre, Londra           |                                                       | |
| 39     | Faramondo                        | 3 gennaio 1738        | King's Theatre, Londra                  |                                                       | libretto Archiviato il 5 dicembre 2010 in Internet Archive.                                                               |
| A 13   | Alessandro Severo                | 25 febbraio 1738      | King's Theatre, Londra                  | Pasticcio di precedenti musiche di Händel             | |
| 40     | Serse                            | 15 aprile 1738        | King's Theatre, Londra                  |                                                       | libretto |
| A 14   | Giove in Argo                    | 1º maggio 1739        | King's Theatre, Londra                  | Pasticcio di precedenti musiche di Händel             | |
| 41     | Imeneo                           | 22 novembre 1740      | Teatro Lincoln's Inn Fields, Londra     |                                                       | |
| 42     | Deidamia                         | 10 gennaio 1741       | Teatro Lincoln's Inn Fields, Londra     |                                                       | libretto |

## Musica di scena (43-45, 218)
| HWV | Titolo                             | Prima               | Luogo                      | Note                                              |
| --- | ---------------------------------- | ------------------- | -------------------------- | ------------------------------------------------- |
| 43  | L'Alchimista                       | 14 gennaio 1710     | Queen's Theatre, Londra    | Musica strumentale.                               |
| 44  | Musica per Comus                   | circa 9 giugno 1745 | Exton, Rutland             |                                                   |
| 45  | Alceste                            | Non eseguito        |                            | Composta nel dicembre 1749—gennaio 1750. (Masque) |
| 218 | Love's but the frailty of the mind | 17 marzo 1740       | Drury Lane Theatre, Londra |                                                   |

## Oratori (46-48, 50-71)
| HWV | Titolo                                 | Prima                    | Luogo                               | Testo    |
| --- | -------------------------------------- | ------------------------ | ----------------------------------- | -------- |
| 46a | Il trionfo del Tempo e del Disinganno  | giugno 1707              | Roma                                |          |
| 46b | Il trionfo del Tempo e della Verità    | 23 marzo 1737            | Londra                              |          |
| 47  | La resurrezione                        | 8 aprile 1708            | Palazzo Valentini di Roma           |          |
| 48  | La passione di Brockes                 | 23 marzo o 3 aprile 1719 | Amburgo                             |          |
| 50a | Esther (masque)                        | probabilmente 1718       | Londra                              | Stanford |
| 50b | Esther                                 | 1º maggio 1732           | Londra                              | Stanford |
| 51  | Deborah                                | 21 febbraio 1733         | King's Theatre, Londra              | Stanford |
| 52  | Athalia                                | 10 luglio 1733           | Sheldonian Theatre, Oxford          | Stanford |
| 53  | Saul                                   | 16 gennaio 1739          | King's Theatre, Londra              | Stanford |
| 54  | Israele in Egitto                      | 4 aprile 1739            | King's Theatre, Londra              | Stanford |
| 55  | L'Allegro, il Penseroso ed il Moderato | 27 febbraio 1740         | Teatro Lincoln's Inn Fields, Londra | Stanford |
| 56  | Messiah                                | 13 aprile 1742           | New Music Hall, Dublino             | Stanford |
| 57  | Sansone                                | 18 febbraio 1743         | Covent Garden Theatre, Londra       | Stanford |
| 58  | Semele                                 | 10 febbraio 1744         | Covent Garden Theatre, Londra       | Stanford |
| 59  | Joseph and his Brethren                | 2 marzo 1744             | Covent Garden Theatre, Londra       | Stanford |
| 60  | Ercole                                 | 5 gennaio 1745           | King's Theatre, Londra              | Stanford |
| 61  | Baldassar                              | 27 marzo 1745            | King's Theatre, Londra              | Stanford |
| 62  | Oratorio occasionale                   | 14 febbraio 1746         | Covent Garden Theatre, Londra       | Stanford |
| 63  | Giuda Maccabeo                         | 1º aprile 1747           | Covent Garden Theatre, Londra       | Stanford |
| 64  | Joshua                                 | 9 marzo 1748             | Covent Garden Theatre, Londra       | Stanford |
| 65  | Alexander Balus                        | 23 marzo 1748            | Covent Garden Theatre, Londra       | Stanford |
| 66  | Susanna                                | 10 febbraio 1749         | Covent Garden Theatre, Londra       | Stanford |
| 67  | Solomon                                | 17 marzo 1749            | Covent Garden Theatre, Londra       | Stanford |
| 68  | Teodora                                | 16 marzo 1750            | Covent Garden Theatre, Londra       | Stanford |
| 69  | La scelta di Ercole                    | 1º marzo 1751            | Covent Garden Theatre, Londra       | Stanford |
| 70  | Jephtha                                | 26 febbraio 1752         | Covent Garden Theatre, Londra       | Stanford |
| 71  | The Triumph of Time and Truth          | 11 marzo 1757            | Covent Garden Theatre, Londra       | Stanford |

## Masque e odi (49, 72-76)
| HWV | Titolo                                  | Prima              | Luogo                               | Testo    |
| --- | --------------------------------------- | ------------------ | ----------------------------------- | -------- |
| 49a | Aci e Galatea (masque)                  | probabilmente 1718 | Londra                              |          |
| 49b | Aci e Galatea (serenata)                | 10 giugno 1732     | King's Theatre, Londra              | Stanford |
| 72  | Aci, Galatea e Polifemo                 | 19 luglio 1708     | Napoli                              |          |
| 73  | Parnasso in festa                       | 13 marzo 1734      | King's Theatre, Londra              |          |
| 74  | Ode per il compleanno della regina Anna | 6 febbraio 1713    | Palazzo Reale di Londra             |          |
| 75  | Alexander's Feast                       | 19 febbraio 1736   | King's Theatre, Londra              | Stanford |
| 76  | Ode per il giorno di santa Cecilia      | 22 novembre 1739   | Teatro Lincoln's Inn Fields, Londra | Stanford |

## Cantate (77-177)
| HWV   | Titolo                                                           | Anno e luogo di composizione                                         | Prima                                                                                   | Note | Testo                                                             |
| ----- | ---------------------------------------------------------------- | -------------------------------------------------------------------- | --------------------------------------------------------------------------------------- | --- | ----------------------------------------------------------------- |
| 77    | Ah che pur troppo è vero                                         | Firenze, ca. 1707                                                    |                                                                                         | |                                                                   |
| 78    | Ah! crudel, nel pianto mio                                       | Roma, agosto 1708                                                    | 2 settembre 1708, Palazzo Bonelli, Roma                                                 | |                                                                   |
| 79    | Diana cacciatrice o Alla caccia                                  | Roma, maggio 1707                                                    | Maggio-giugno 1707, Vignanello                                                          | Trascritta per Ruspoli, 1707 |                                                                   |
| 80    | Allor ch'io dissi: Addio                                         | Roma, 1707-9                                                         |                                                                                         | |                                                                   |
| 81    | Alpestre monte                                                   | Firenze, circa 1707                                                  |                                                                                         | |                                                                   |
| 82    | Amarilli vezzosa o Daliso ed Amarilli o Il duello amoroso        | Roma, agosto 1708                                                    | Probabilmente 28 ottobre 1708                                                           | Trascritta per Ruspoli, 1708 |                                                                   |
| 83    | Aminta e Fillide o Arresta il passo                              | Inizio 1708                                                          | Roma, 14 luglio 1708                                                                    | Trascritta per Ruspoli, 1708. La sezione "Chi ben ama" è stampata separatamente in HG 52b                                                                 |                                                                   |
| 84    | Aure soavi e liete                                               | Roma, maggio 1707                                                    |                                                                                         | Trascritta per Ruspoli, 1707, 1708, 1709 |                                                                   |
| 85    | Venere e Adone o Behold where weeping Venus stands               | Londra, circa 1711                                                   |                                                                                         | Non firmata - autenticità incerta |                                                                   |
| 86    | Bella ma ritrosetta                                              | Londra, circa 1717-18                                                |                                                                                         | |                                                                   |
| 87    | Carco sempre di gloria                                           | Londra, 1737                                                         | 16 marzo 1737, in mezzo a parti dell'"Alexander's Feast" (75), Londra                   | Variazione inserita in "Cecilia, volgi un sguardo" (89), per le performance di "Alexander's Feast" (75), 1737, inclusa la musica per il castrato Annibali |                                                                   |
| 88    | Care selve, aure grate                                           | Roma, 1707/8                                                         |                                                                                         | |                                                                   |
| 89    | Cecilia, volgi un sguardo                                        | Londra, gennaio 1736                                                 | 19 o 25 (?) febbraio 1736, Londra, Covent Garden Theatre.                               | Eseguita tra le due parti di Alexander's Feast (75). |                                                                   |
| 90    | Chi rapì la pace al core                                         | Firenze, circa 1706-07                                               |                                                                                         | Trascritta per Ruspoli, 1709 |                                                                   |
| 91a   | Clori, degli occhi miei                                          | Firenze, tardo 1707                                                  |                                                                                         | |                                                                   |
| 91b   | Clori, degli occhi miei                                          | Londra, dopo il 1710                                                 |                                                                                         | |                                                                   |
| 92    | Clori, mia bella Clori                                           | Roma, 1707-08                                                        |                                                                                         | |                                                                   |
| 93    | Clori, ove sei?                                                  | Italia, 1707-08                                                      |                                                                                         | |                                                                   |
| 94    | Clori, si, ch'io t'adoro                                         |                                                                      |                                                                                         | Non firmata, prima fonte circa 1738-40 |                                                                   |
| 95    | Clori, vezzosa Clori                                             | Roma, luglio/agosto 1708                                             |                                                                                         | Trascritta per Ruspoli, 1708 |                                                                   |
| 96    | Clori, Tirsi e Fileno o Cor fedele in vano speri                 | Roma, luglio/settembre 1707                                          |                                                                                         | Trascritta per Ruspoli, 14 ottobre 1707. |                                                                   |
| 97    | Crudel tiranno Amor                                              | Londra, giugno 1721                                                  | Probabilmente eseguita il 5 luglio 1721, Londra, King's Theatre, Haymarket.             | Eseguita al concerto di beneficenza per Margherita Durastanti.                                                                                            |                                                                   |
| 98    | Cuopre tal volta il cielo                                        | Italia, 1708                                                         |                                                                                         | |                                                                   |
| 99    | Il delirio amoroso o Da quel giorno fatale                       | Roma, il (o prima del) 14 gennaio 1707.                              | Al palazzo del Cardinal Pamphili nel maggio 1707.                                       | |                                                                   |
| 100   | Da sete ardente afflitto                                         | Italia, 1708-09                                                      | Trascritta per Ruspoli, 1709. (101a & 101b: Dal fatale momento. Spuria, di F. Mancini). | |                                                                   |
| 102a  | Dalla guerra amorosa                                             | Italia, 1708-09                                                      |                                                                                         | Trascritta per Ruspoli, 1709 |                                                                   |
| 102b  | Dalla guerra amorosa                                             | Italia, 1708-09                                                      |                                                                                         | Trascritta per Ruspoli, 1709 |                                                                   |
| 103   | Deh! lasciate e vita e volo                                      | Londra, circa 1722-25                                                |                                                                                         | | Libretto di Paolo Antonio Rolli                                   |
| 104   | Del bel idolo mio                                                | Roma, 1708-09                                                        |                                                                                         | Trascritta per Ruspoli, 1709 |                                                                   |
| 105   | Armida abbandonata o Dietro l'orme fuggaci                       | Roma, giugno 1707                                                    | 26 giugno 1707, Palazzo Bonelli, Roma                                                   | Trascritta per Ruspoli, 1707, 1709. |                                                                   |
| 106   | Dimmi, o mio cor                                                 | Italia, 1707-09                                                      |                                                                                         | Vedi nota 132. |                                                                   |
| 107   | Ditemi, o piante                                                 | Roma, luglio/agosto 1708                                             |                                                                                         | Trascritta per Ruspoli, 1708 |                                                                   |
| 108   | Dolce mio ben, s'io taccio                                       |                                                                      |                                                                                         | Non firmata. Nessuna fonte attribuita ad Handel. |                                                                   |
| 109a  | Dolc' è pur d'amor l'affanno                                     | Londra, circa 1717-18                                                |                                                                                         | | Libretto di Paolo Antonio Rolli                                   |
| 109b  | Dolc' è pur d'amor l'affanno                                     | Londra, dopo il 1718                                                 |                                                                                         | | Libretto di Paolo Antonio Rolli                                   |
| 110   | Agrippina condotta a morire o Dunque sarà pur vero               | Italia, 1707-8                                                       | Inizio 1708                                                                             | Prima esecuzione del soprano castrato Pasqualino Tiepoli                                                                                                  | Libretto: anonimo                                                 |
| 111a  | E partirai, mia vita?                                            | Italia, 1707-09                                                      |                                                                                         | |                                                                   |
| 111b  | E partirai, mia vita?                                            | Londra, circa 1725-28                                                |                                                                                         | |                                                                   |
| 112   | Figli del mesto cor                                              | Probabilmente Italia, 1707-09                                        |                                                                                         | Senza firma né copie del periodo italiano |                                                                   |
| 113   | Figlio d'alte speranze                                           | Firenze, 1706-07                                                     |                                                                                         | |                                                                   |
| 114   | Filli adorata e cara                                             | Roma, 1707-08                                                        |                                                                                         | Trascritta per Ruspoli, 1709 |                                                                   |
| 115   | Fra pensieri quel pensiero                                       | Italia, 1707-08                                                      |                                                                                         | |                                                                   |
| 116   | Fra tante pene                                                   | Firenze, 1706-07                                                     |                                                                                         | Trascritta per Ruspoli, 1709 |                                                                   |
| 117   | Hendel, non può mia musa                                         | luglio/agosto 1708                                                   |                                                                                         | Trascritta per Ruspoli, 1708, 1709 | Libretto del Cardinal Benedetto Pamphilj                          |
| 118   | Ho fuggito Amore anch'io                                         | Londra, circa 1722-23                                                |                                                                                         | Stampata senza l'aria finale in HG. | Libretto di Paolo Antonio Rolli                                   |
| 119   | Echeggiate, festeggiate, numi eterni o Io languisco fra le gioie | Londra, circa 1710-12                                                |                                                                                         | In parte perduta. Frammenti stampati in ordine sbagliato in HG.                                                                                           |                                                                   |
| 120a  | Irene, idolo mio                                                 | Italia, 1707-09                                                      |                                                                                         | Senza firma né copie del periodo italiano. |                                                                   |
| 120b  | Irene, idolo mio                                                 | Inghilterra, dopo il 1710                                            |                                                                                         | Senza firma né copie del periodo italiano. |                                                                   |
| 121a  | La Solitudine o L'aure grate, il fresco rio                      | Londra, circa 1722-23                                                |                                                                                         | frammento |                                                                   |
| 121b  | La Solitudine o L'aure grate, il fresco rio                      | Londra, prima del 1718                                               |                                                                                         | |                                                                   |
| 122   | Apollo e Dafne o La terra è liberata                             | Probabilmente iniziata a Venezia, 1709. Completata ad Hannover, 1710 |                                                                                         | |                                                                   |
| 123   | Languia di bocca lusinghiera                                     | Forse composta ad Hannover, 1710                                     |                                                                                         | ?frammento |                                                                   |
| 124   | Look down, harmonious saint                                      | circa 1736                                                           | febbraio 1736, Londra, Covent Garden Theatre                                            | Recitativo ed aria; probabilmente un frammento scartato per "Alexander's Feast" (75), 1736. Apparso nella cantata HWV 89                                  | Libretto di Newburgh Hamilton, dall'Ode Ceciliana 1720.           |
| 125a  | Lungi da me, pensier tiranno                                     | Italia, 1707-09                                                      |                                                                                         | Senza firma né copie del periodo italiano. Una versione trascritta per Ruspoli, 1708.                                                                     |                                                                   |
| 125b  | Lungi da me, pensier tiranno                                     | Londra, dopo il 1710                                                 |                                                                                         | Senza firma né copie del periodo italiano. Una versione trascritta per Ruspoli, 1708.                                                                     |                                                                   |
| 126a  | Lungi da voi, che siete poli                                     | Roma, luglio/agosto 1708                                             |                                                                                         | |                                                                   |
| 126b  | Lungi da voi, che siete poli                                     | Roma, 1708                                                           |                                                                                         | |                                                                   |
| 126c  | Lungi da voi, che siete poli                                     | Probabilmente Londra, dopo il 1710.                                  |                                                                                         | |                                                                   |
| 127a  | Lungi dal mio bel nume                                           | Partitura completa, Roma, 3 marzo 1708                               |                                                                                         | |                                                                   |
| 127b  | Lungi dal mio bel nume                                           | ?Londra, after 1710                                                  |                                                                                         | |                                                                   |
| 127c  | Lungi dal mio bel nume                                           | Londra, circa 1725-28                                                |                                                                                         | |                                                                   |
| 128   | Lungi n'andò Fileno                                              | Roma, agosto 1708                                                    |                                                                                         | Trascritta per Ruspoli, 1708 |                                                                   |
| 129   | Manca pur quanto sai                                             | Roma, luglio/agosto 1708                                             |                                                                                         | Trascritta per Ruspoli, 1708 |                                                                   |
| 130   | Mentre il tutto è in furore                                      | Roma, agosto 1708                                                    |                                                                                         | Trascritta per Ruspoli, 1708 |                                                                   |
| 131   | Menzognere speranze                                              | Roma, settembre 1707                                                 |                                                                                         | Trascritta per Ruspoli, 1707 |                                                                   |
| 132a  | Mi palpita il cor                                                | ?Londra, dopo il 1710                                                |                                                                                         | Prestiti: versione di "Dimmi, o mio cor" (106) con nuova apertura.                                                                                        |                                                                   |
| 132b  | Mi palpita il cor                                                | ?Londra, dopo il 1718                                                |                                                                                         | |                                                                   |
| 132c  | Mi palpita il cor                                                | ?Londra, dopo il 1710                                                |                                                                                         | |                                                                   |
| 132d  | Mi palpita il cor                                                | ?Londra, circa 1711-12                                               |                                                                                         | |                                                                   |
| 133   | Ne' tuoi lumi, o bella Clori                                     | Roma, settembre 1707                                                 |                                                                                         | Trascritta per Ruspoli, 1707, 1709 |                                                                   |
| 134   | Pensieri notturni di Filli o Nel dolce dell'oblio                | Roma, 1707-08. Partitura completa 1709                               |                                                                                         | |                                                                   |
| 135a  | Nel dolce tempo                                                  | Probabilmente Napoli, giugno/luglio 1708                             |                                                                                         | |                                                                   |
| 135b  | Nel dolce tempo                                                  | Londra, dopo il 1710                                                 |                                                                                         | Senza firma né copie del primo periodo italiano. |                                                                   |
| 136a  | Nell'Africane selve                                              | Napoli, giugno/luglio 1708                                           |                                                                                         | |                                                                   |
| 136b  | Nell'Africane selve                                              | Londra, dopo il 1710                                                 |                                                                                         | |                                                                   |
| 137   | Nella stagion che di viole e rose                                | Roma, aprile/maggio 1707                                             |                                                                                         | Trascritta per Ruspoli, 1707, 1709. Probabilmente composta per il soprano Margherita Durastanti.                                                          |                                                                   |
| 138   | Nice, che fa? che pensa?                                         | ?Hannover, 1710                                                      |                                                                                         | |                                                                   |
| 139a  | Ninfe e pastori                                                  | Roma, 1707-09                                                        |                                                                                         | Trascritta per Ruspoli, 1709 |                                                                   |
| 139b  | Ninfe e pastori                                                  | Probabilmente Londra, dopo il 1710                                   |                                                                                         | |                                                                   |
| 139c  | Ninfe e pastori                                                  | Londra, circa 1725-28                                                |                                                                                         | |                                                                   |
| 140   | Nò se emenderá jamás                                             | Roma, settembre 1707                                                 |                                                                                         | Trascritta per Ruspoli, 1707 |                                                                   |
| 141   | Non sospirar, non piangere                                       | Firenze, autunno 1707                                                |                                                                                         | |                                                                   |
| 142   | Notte placida e cheta                                            | Roma, 1707-08                                                        |                                                                                         | | Libretto anonimo                                                  |
| 143   | Olinto pastore, Tebro fiume, Gloria o O come chiare e belle      | Roma, agosto/settembre 1708                                          | 9 settembre 1708 al Palazzo Bonelli del Marchese Ruspoli.                               | ?Trascritta per Ruspoli, 1708. Prima esecuzione del soprano Anna Marie di Piedz                                                                           |                                                                   |
| 144   | O lucenti, o sereni occhi                                        | Roma, 1707-09                                                        |                                                                                         | |                                                                   |
| 145   | La Lucrezia o Oh numi eterni                                     | Agosto 1708                                                          |                                                                                         | Trascritta per Ruspoli, 1709. Probabilmente composta per il soprano Margherita Durastanti.                                                                | Libretto del Cardinal Benedetto Pamphili                          |
| 146   | Occhi miei che faceste?                                          | Roma, 1707-08                                                        |                                                                                         | Trascritta per Ruspoli, 1709 |                                                                   |
| 147   | Partì, l'idolo mio                                               | Londra, dopo il 1710                                                 |                                                                                         | Senza firma né copie del primo periodo italiano. |                                                                   |
| 148   | Poiché giuraro amore                                             | Roma, inizio 1707                                                    |                                                                                         | Trascritta per Ruspoli, 1707, 1709 |                                                                   |
| 149   | Qual sento io non conosciuto                                     |                                                                      |                                                                                         | Unica fonte circa 1738-40 |                                                                   |
| 150   | Ero e Leandro o Qual ti riveggio, oh Dio                         | Roma, 1707                                                           |                                                                                         | Tratta dalla storia di Ero e Leandro. | Libretto del Cardinal Pietro Ottoboni.                            |
| 151   | Qualor crudele, sì ma vaga Dori                                  | Londra, dopo il 1710                                                 |                                                                                         | Senza firma né copie del primo periodo italiano. |                                                                   |
| 152   | Qualor l'egre pupille                                            | Roma, settembre 1707                                                 |                                                                                         | Trascritta per Ruspoli, 1707 |                                                                   |
| 153   | Quando sperasti, o core                                          | Probabilmente Napoli, giugno/luglio 1708                             |                                                                                         | Trascritta per Ruspoli, 1708 |                                                                   |
| 154   | Quel fior che all'alba ride                                      | Londra, circa 1738-40                                                |                                                                                         | Pubblicata in Handel (ed. Burrows), "Songs and Cantatas for Soprano."                                                                                     |                                                                   |
| 155   | Sans y penser                                                    | Roma, settembre 1707                                                 |                                                                                         | Composta in Italia. Trascritta per Ruspoli, 1707, 1709.                                                                                                   |                                                                   |
| 156   | Sarai contenta un di                                             | Firenze, 1706-07                                                     |                                                                                         | |                                                                   |
| 157   | Sarei troppo felice                                              | Roma, settembre 1707                                                 |                                                                                         | Trascritta per Ruspoli, 1707, 1708 (incompleta) | Libretto di B. Pamphili.                                          |
| 158a  | Se pari è la tua fè                                              | Roma, 1708                                                           |                                                                                         | Trascritta per Ruspoli, 1708, 1709. |                                                                   |
| 158b  | Se pari è la tua fè                                              | Probabilmente Londra, dopo il 1710                                   |                                                                                         | |                                                                   |
| 158c  | Se pari è la tua fè                                              | Londra, circa 1725-28                                                |                                                                                         | |                                                                   |
| 159   | Se per fatal destino                                             | Roma, inizio 1707                                                    |                                                                                         | Trascritta per Ruspoli, 1707, 1709 |                                                                   |
| 160a  | La bianca rosa o Sei pur bella, pur vezzosa                      | Roma, inizio 1707                                                    |                                                                                         | Trascritta per Ruspoli, 1707, 1709 |                                                                   |
| 160b  | La bianca rosa o Sei pur bella, pur vezzosa                      | Londra, circa 1725-28                                                |                                                                                         | |                                                                   |
| 160c  | La bianca rosa o Sei pur bella, pur vezzosa                      | Londra, circa 1738-41                                                |                                                                                         | |                                                                   |
| 161a  | Sento là che ristretto                                           | Roma, 1708-09                                                        |                                                                                         | |                                                                   |
| 161b  | Sento là che ristretto                                           |                                                                      |                                                                                         | |                                                                   |
| 161c  | Sento là che ristretto                                           | Londra, circa 1725-28                                                |                                                                                         | |                                                                   |
| 162   | Siete rose ruggiadose                                            | (con variante), Londra, circa 1711-12.                               |                                                                                         | |                                                                   |
| 163   | Solitudini care, amata libertà                                   | Londra, dopo il 1710                                                 |                                                                                         | Senza firme né copie del primo periodo italiano |                                                                   |
| 164a  | Il Gelsomino o Son Gelsomino                                     | Londra, circa 1725-28                                                |                                                                                         | |                                                                   |
| 164b  | Il Gelsomino o Son Gelsomino                                     | Londra, circa 1717-18                                                |                                                                                         | |                                                                   |
| 165   | Spande ancor a mio dispetto                                      | Italia, 1707-08                                                      |                                                                                         | |                                                                   |
| 166   | Splenda l'alba in oriente                                        | Londra, circa 1711-12                                                |                                                                                         | Sopravvissuta solo in forma frammentaria. |                                                                   |
| 167a  | Stanco di più soffrire                                           | Italia, 1707-08                                                      |                                                                                         | |                                                                   |
| 167b  | Stanco di più soffrire                                           | Roma, luglio/agosto 1708                                             |                                                                                         | |                                                                   |
| 168   | Partenza di G. B. o Stelle, perfide stelle                       | Roma, 1707                                                           |                                                                                         | |                                                                   |
| 169   | Torna il core al suo diletto                                     | Probabilmente Roma, 1707-08                                          |                                                                                         | |                                                                   |
| 170   | Il consiglio o Tra le fiamme                                     | Roma, 1707-08                                                        |                                                                                         | (forse primavera 1708 per l'eminente violista da gamba tedesco Ernst Christian Hesse)                                                                     | Libretto del Cardinal Benedetto Pamphili                          |
| 171   | Tu fedel? Tu costante?                                           | Firenze/Roma, 1706-07                                                |                                                                                         | Trascritta per Ruspoli, 1707, 1708 |                                                                   |
| 172   | Udite il mio consiglio                                           | Firenze, 1706-7                                                      |                                                                                         | Trascritta per Ruspoli, 1707 |                                                                   |
| 173   | Un'alma innamorata                                               | Roma, maggio 1707                                                    | Probabilmente Vignanello, giugno 1707                                                   | Trascritta per Ruspoli, 1707 |                                                                   |
| 174   | Un sospir a chi si muore                                         | Firenze, autunno 1707                                                |                                                                                         | |                                                                   |
| 175   | Vedendo Amor                                                     | Roma, 1707-08                                                        |                                                                                         | |                                                                   |
| 176   | Amore uccellatore o Venne voglia ad Amore                        | Roma, 1707-08                                                        |                                                                                         | |                                                                   |
| 177   | Zeffiretto, arresta il volo                                      | Italia, 1707-09                                                      |                                                                                         | ?Trascritta per Ruspoli, 1709 |                                                                   |
| deest | Gloria                                                           | Germania, 1706                                                       | Hinchingbrooke Performing Arts Centre a Huntingdon 18 maggio 2001                       | | Scoperta presso la libreria della Royal Academy of Music nel 2001 |

## Duetti italiani (178-199)
| HWV  | Titolo                          | Data e luogo di composizione     | Note | Testo                                                                                    |
| ---- | ------------------------------- | -------------------------------- | --- | ---------------------------------------------------------------------------------------- |
| 178  | A mirarvi io son intento        | Hanover, c. 1711                 | Il primo movimento riapparve 2 anni più tardi, nell'Utrecht Jubilate (HWV 279) come "Siate certi che Dio è Dio." La lenta sezione centrale costituisce la base per il coro finale di "Alcina" (HWV 34) in 1735.                                               |                                                                                          |
| 179  | Ahi, nelle sorti umane          | Londra, 31 agosto 1745           | |                                                                                          |
| 180  | Amor, gioje mi porge            | Italia, c. 1707-09               | |                                                                                          |
| 181  | Beato in ver chi pùo            | Londra, 31 ottobre 1742          | versione Italiana di Horace, "Beatus ille" |                                                                                          |
| 182a | Caro autor di mia doglia        | Probabilmente Italia, c. 1707-09 | |                                                                                          |
| 182b | Caro autor di mia doglia        | Londra, c. 1742                  | |                                                                                          |
| 183  | Caro autor di mia doglia        | Hanover, c. 1710-12              | Spurio, di Reinhard Keiser. |                                                                                          |
| 184  | Che vai pensando, folle pensier | Italia, c. 1707-09               | |                                                                                          |
| 185  | Conservate, raddoppiate         | Hanover, c. 1711                 | Il 2° movimento, "Nodi voi" può essere trovato in seguito nelle sonate Opus 1 e anche nei concerti grossi, nonché nelle opere varie e oratori. |                                                                                          |
| 186  | Fronda leggiera e mobile        | Londra, c. 1745                  | Il tema di apertura appare anche in "Baldassarre" (HWV 61), così come nel Concerto a due cori n. 1 (HWV 332) |                                                                                          |
| 187  | Giù nei Tartarei regni          | Composto: Italia, c. 1707        | |                                                                                          |
| 188  | Langue, geme, e sospira         | Londra, c. 1722                  | Il tema del 2° movimento in seguito è apparso come "Tu l'hai impedito" nel Coronation Anthem, "Il re gioirà" (HWV 260) | Libretto di G.D. de Totis (dall'opera lirica, "La caduta del regno dell'Amazzoni"; 1690) |
| 189  | Nò, di voi non vo' fidarmi      | Londra, 3 luglio 1741            | Idee tematiche da 2 movimenti utilizzati nel "Messia" (HWV 56) |                                                                                          |
| 190  | Nò, di voi non vo' fidarmi      | Londra, 2 novembre 1742          | |                                                                                          |
| 191  | Quando in calma ride il mare    | Italia o Hanover, c. 1707-11     | |                                                                                          |
| 192  | Quel fior che all'alba ride     | Londra, 1 luglio 1741            | Il 3º movimento utilizza il tema da, "Quel fior che all'alba ride," (BWV 154). Idee tematiche da 2 movimenti utilizzati nel "Messia" (HWV 56) |                                                                                          |
| 193  | Se tu non lasci amore           | Londra, c. 1722 (?1711)          | L'idea tematica dal 1° movimento utilizzato nel "Messia" (HWV 56) come il duetto, "Oh morte, Oh, dov'è il tuo pungiglione." Le sezioni del movimento conclusivo usato in Esther (HWV 50a), 1718, e c'è il suggerimento della famosa Aria dalla "Water Music". |                                                                                          |
| 194  | Sono liete, fortunate           | Hanover, c. 1710-11              | Il movimento finale stato poi utilizzato nella ouverture di "Giuda Maccabeo" (HWV 63). |                                                                                          |
| 195  | Spero indarno                   | Londra, c. 1730-40               | Movimento unico conosciuto soltanto dalle copie. L'autenticità è incerta. |                                                                                          |
| 196  | Tacete, ohimè, tacete           | Italy, c. 1707-09                | Libretto di Francesco de Lemene (1692) che appare sotto il titolo "Amor dorme" nel suo "Poesie Diverse." |                                                                                          |
| 197  | Tanti strali al sen mi scocchi  | Hanover, c. 1711                 | Movimento di fuga, in seguito usato in "Solomon" (HWV 67) per "Take him all." |                                                                                          |
| 198  | Troppo cruda, troppo fiera      | Hanover, c. 1711                 | Autografo perso. |                                                                                          |
| 199  | Va', speme infida               | Hanover, c. 1711                 | Autografo perso. |                                                                                          |

## Trii italiani (200-201)
| HWV  | Titolo                      | Composto               | Note                                                                                         | Testo |
| ---- | --------------------------- | ---------------------- | -------------------------------------------------------------------------------------------- | ----- |
| 200  | Quel fior che all'alba ride | Italia, c. 1707-09     | Due versioni, testi leggermente differenti.                                                  |       |
| 201a | Se tu non lasci amore       | Napoli, 12 luglio 1708 |                                                                                              |       |
| 201b | Se tu non lasci amore       | 1708                   | Il primo movimento è più lungo nell'autografo di Napoli che nella maggior parte delle copie. |       |

## Inni (202-210, 284-286)
| HWV | Titolo                                               | Voce    | Composto in data   | Note                                          | Testo                                             |
| --- | ---------------------------------------------------- | ------- | ------------------ | --------------------------------------------- | ------------------------------------------------- |
| 202 | Künft'ger Zeiten eitler Kummer                       | Soprano | Londra, c. 1724-26 |                                               | di B.H. Brockes da "Irdisches Vergnügen in Gott." |
| 203 | Das zitternde Glänzen der spielenden Wellen          | Soprano | Londra, c. 1724-26 |                                               | di B.H. Brockes da "Irdisches Vergnügen in Gott." |
| 204 | Süsser Blumen Ambraflocken                           | Soprano | Londra, c. 1724-26 |                                               | di B.H. Brockes da "Irdisches Vergnügen in Gott." |
| 205 | Süsse Stille, sanfte Quelle ruhiger Gelassenheit     | Soprano | Londra, c. 1724-26 |                                               | di B.H. Brockes da "Irdisches Vergnügen in Gott." |
| 206 | Singe, Seele, Gott zum Preise                        | Soprano | Londra, c. 1724-26 |                                               | di B.H. Brockes da "Irdisches Vergnügen in Gott." |
| 207 | Meine Seele hört im Sehen                            | Soprano | Londra, c. 1724-26 |                                               | di B.H. Brockes da "Irdisches Vergnügen in Gott." |
| 208 | Die ihr aus dunkeln Grüften                          | Soprano | Londra, c. 1724-26 |                                               | di B.H. Brockes da "Irdisches Vergnügen in Gott." |
| 209 | In den angenehmen Büschen                            | Soprano | Londra, c. 1724-26 |                                               | di B.H. Brockes da "Irdisches Vergnügen in Gott." |
| 210 | Flammende Rose, Zierde der Erden                     | Soprano | Londra, c. 1724-26 |                                               | di B.H. Brockes da "Irdisches Vergnügen in Gott." |
| 284 | Sinners obey the Gospel word (The Invitation)        | Soprano | c. 1747            | Probabilmente su richiesta di Priscilla Rich. | di Charles Wesley.                                |
| 285 | O Love divine, how sweet thou art (Desiring to Love) | Soprano | c. 1747            | Probabilmente su richiesta di Priscilla Rich. | di Charles Wesley.                                |
| 286 | Rejoice, the Lord is King (On the Resurrection)      | Soprano | c. 1747            | Probabilmente su richiesta di Priscilla Rich. | di Charles Wesley.                                |

## Arie italiane (211-217, 219-227)
| HWV | Titolo                            | Voce      | Composto           | Testo |
| --- | --------------------------------- | --------- | ------------------ | ----- |
| 211 | Aure dolci, deh, spirate          | Contralto | Londra, c. 1722-26 |       |
| 212 | Con doppia gloria mia             | Soprano   | Londra, c. 1722-26 |       |
| 213 | Con lacrime si belle              | Contralto | Londra, c. 1717-18 |       |
| 214 | Dell'onda instabile               | Contralto | Londra, c. 1749    |       |
| 215 | Col valor del vostro brando       | Soprano   | Londra, c. 1711-13 |       |
| 216 | Impari del mio core               | Soprano   | Londra, c. 1749    |       |
| 217 | L'odio, sì, ma poi ritrovò        | Contralto | Londra, c. 1722-26 |       |
| 219 | Non so se avrai mai bene          | Soprano   | Londra, c. 1710-18 |       |
| 220 | Per dar pace al mio tormento      | Soprano   | Londra, c. 1749    |       |
| 221 | Quant'invidio tua fortuna         | Soprano   | Londra, c. 1749    |       |
| 222 | Quanto più amara fu sorte crudele | Soprano   | Londra, c. 1721-23 |       |
| 223 | S'un di m'appaga, la mia crudele  | Soprano   | Londra, c. 1738-41 |       |
| 224 | Si, crudel, tornerà               | Soprano   | Londra, c. 1738-41 |       |
| 225 | Spera chi sa perché la sorte      | Contralto | Londra, c. 1717-18 |       |
| 227 | Vo' cercando tra fiori            | Soprano   | Londra, c. 1726    |       |

## Brani inglesi (226, 228)
| HWV    | Titolo | Voce    | Composto il | Note | Testo                              |
| ------ | --- | ------- | ----------- | --- | ---------------------------------- |
| 226    | Hunting Song or The morning is charming | Tenore  | 1743        | Voce in chiave di violino. L'autografo, sopravvissuto, è stato mostrato a Legh nel 1751 | di Charles Legh. Composto a Londra |
| 228-1  | The unhappy Lovers: As Celia's fatal arrows flew | Soprano | c. 1730     | |                                    |
| 228-2  | Charming Cloris: Ask not the cause / The poor Shepherd: The Sun was sunk beneath the Hills                                                                   | Soprano | c. 1730     | |                                    |
| 228-3  | As on a Sunshine Summer's Day | Soprano | c. 1729     | |                                    |
| 228-4  | Bacchus Speech in Praise of Wine: Bacchus one day gayly striding                                                                                             | Soprano | c. 1730     | |                                    |
| 228-5  | The Polish Minuet or Miss Kitty Grevil's Delight: Charming is your shape and air                                                                             | Soprano | c. 1720     | |                                    |
| 228-6  | The Sailor's Complaint: Come and listen to my ditty / Hosier's Ghost: As near Portobello lying                                                               | Soprano | c. 1735     | |                                    |
| 228-7  | Di godere ha speranza il mio core / Oh my dearest, my lovely creature                                                                                        | Soprano | c. 1719     | |                                    |
| 228-8  | The forsaken Maid's Complaint: Faithless ungrateful / The slighted Swain: Cloe proves false                                                                  | Soprano | c. 1720     | |                                    |
| 228-9  | From scourging rebellion or A Song on the Victory obtained over the Rebels by His Royal Highness the Duke of Cumberland                                      | Tenore  | 1746        | Prima esecuzione: cantata da Thomas Lowe ai Vauxhall Gardens, il 15 maggio 1746. Composta per celebrare la sconfitta delle forze giacobite da parte del Duca di Cumberland a Culloden il 16 aprile 1746                                                                                      |                                    |
| 228-10 | The forsaken Nymph: Guardian Angels now protect me | Soprano | c. 1735     | |                                    |
| 228-11 | I like the am'rous Youth that's free | Soprano | 1737        | Prima rappresentazione: 28 febbraio 1737: Londra, Drury Lane Theatre. Pubblicato: 1741. Cantata da Catherine ("Kitty") Clive nella commedia di James Miller, "The Universal Passions" (Atto II)                                                                                              |                                    |
| 228-12 | Phillis: My fair, ye Swains, is gone astray | Soprano | c. 1725     | |                                    |
| 228-13 | Not, Cloe, that I better am | Soprano | c. 1730     | |                                    |
| 228-14 | Strephon's Complaint of Love: Oh cruel Tyrant Love | Soprano | c. 1730     | |                                    |
| 228-15 | The Satyr's Advice to a Stock-Jobber: On the shore of a low ebbing sea / Ye Swains that are courting a Maid / Molly Mogg: Says my uncle, I pray you discover | Soprano | c. 1730     | |                                    |
| 228-16 | Phillis be kind and hear | Soprano | c. 1730     | |                                    |
| 228-17 | Phillis advised: Phillis the lovely | Soprano | c. 1739     | |                                    |
| 228-18 | Stand round, my brave boys or Song made for the Gentlemen Volunteers of the City of London                                                                   | Tenore  | 1745        | Prima esecuzione: cantata da Thomas Lowe in "The Relapse or Virtue in Danger" di John Vanbrugh, al Drury Lane Theatre, Londra: 14 novembre 1745. Pubblicato: 1745. Pubblicato come "A Song made for the Gentlemen Volunteers of the City of London "(1745)                                   |                                    |
| 228-19 | The faithful Maid / The Melancholy Nymph: 'Twas when the seas were roaring                                                                                   | Soprano | 1715        | Prima rappresentazione: 23 febbraio 1715: Londra, Drury Lane Theatre. Musiche di scena; cantata in "The Beggar's Opera" di Gay - la canzone di Lucy XXVIII "How Cruel are the Traytors", probabilmente cantata in "Comic Tragick Pastoral Farce" di John Gay o "What D'ye Call it" (Atto II) |                                    |
| 228-20 | The Rapture / Matchless Clarinda: When I survey Clarinda's charms / Venus now leaves                                                                         | Soprano | c. 1725     | |                                    |
| 228-21 | The Death of the Stag: When Phoebus the tops of the Hills does adorn                                                                                         | Soprano | c. 1740     | |                                    |
| 228-22 | Who to win a Woman's favour | Soprano | c. 1746     | |                                    |
| 228-23 | An Answer to Collin's Complaint: Ye winds to whome Collin complains                                                                                          | Soprano | c. 1716     | |                                    |
| 228-24 | Yes, I'm in love | Soprano | c. 1740     | |                                    |

## Cantate sacre tedesche (229)
| HWV   | Titolo                                   | Composta in data  |
| ----- | ---------------------------------------- | ----------------- |
| 229-1 | Das gantze Haupt ist krank à 8           | Halle, c. 1700-03 |
| 229-2 | Es ist der alte Bund, Mensch à 12        | Halle, c. 1700-03 |
| 229-3 | Führwahr, er trug unsere Krankheit à 15  | Halle, c. 1700-03 |
| 229-4 | Thue Rechnung von deinem Haußhalten à 13 | Halle, c. 1700-03 |
| 229-5 | Victoria. Der Tod ist verschlungen à 14  | Halle, c. 1700-03 |
| 229-6 | Was werden wir essen à 10/12             | Halle, c. 1700-03 |
| 229-7 | Wer ist der, so von Edom kömmt à 12      | Halle, c. 1700-03 |

## Cantate sacre italiane (230, 233, 234)
| HWV | Titolo                                              | Voce    | Composta in data | Note |
| --- | --------------------------------------------------- | ------- | ---------------- | --- |
| 230 | Ah! che troppo ineguali or O del ciel! Maria regina | Soprano | Roma 1707-08     | Recitativo ed aria. |
| 233 | Donna, che in ciel                                  | Soprano |                  | Prima esecuzione: 2 febbraio 1708, Roma, per "l'anniversario della liberazione di Roma dal terremoto in occasione della festa della Purificazione della Vergine" |
| 234 | Il pianto di Maria or Giunta l'ora fatal            | Soprano |                  | Spuria. Attribuita erroneamente ad Händel; composta da Giovanni Battista Ferrandini (1710-1791).                                                                 |

## Musica sacra in latino (231, 232, 235-245, 269-274, 276, 277)
| HWV | Tipo     | Titolo                       | Tonalità                   | Luogo e data composizione | Luogo e data prima esecuzione | Note |
| --- | -------- | ---------------------------- | -------------------------- | ------------------------- | ----------------------------- | --- |
| 231 | Mottetto | Coelestis dum spirat aura    | Re maggiore / sol maggiore | Roma (?), 1707            | Vignanello, giugno 1707       | Mottetto per la festa di S.Antonio da Padova                                                                                |
| 232 | Salmo    | Dixit Dominus                | Sol minore                 | Roma, 1707                |                               | Testo del Salmo 110 |
| 235 | Antifona | Haec est Regina virginum     | Sol maggiore               | Roma (?), 1707            | Roma, luglio (?) 1707         | |
| 236 | Salmo    | Laudate pueri dominum        | Fa maggiore                | Amburgo (?), 1706         |                               | Testo del Salmo 113 |
| 237 | Salmo    | Laudate pueri dominum        | Re maggiore                | Roma, luglio 1707         |                               | Testo del Salmo 113 |
| 238 | Salmo    | Nisi Dominus                 | Sol maggiore               | Roma, luglio 1707         | Roma, luglio (?) 1707         | Testo del Salmo 127 |
| 239 | Mottetto | O qualis de coelo sonus      | Sol maggiore               | Roma (?), giugno 1707     | Vignanello, giugno 1707       | Per la Pentecoste |
| 240 | Mottetto | Saeviat tellus inter rigores | Re maggiore                | Roma (?), 1707            | Roma, luglio (?) 1707         | |
| 241 | Antifona | Salve Regina                 | Sol minore                 | Roma (?), 1707            | Vignanello, giugno 1707       | |
| 242 | Mottetto | Silete venti                 | Si bemolle maggiore        | Londra, ca. 1723-1725     |                               | |
| 243 | Antifona | Te decus virgineum           | Sol minore                 | Roma, 1707                | Roma, luglio (?) 1707         | |
| 244 | Cantata  | Kyrie eleison                |                            | 1749 ca.                  |                               | Erroneamente attribuito a Händel, è in realtà di Antonio Lotti (Missa Sapientiae) ed è stato copiata da Händel nel 1749 ca. |
| 245 | Cantata  | Gloria in excelsis deo       |                            | 1749 ca.                  |                               | Erroneamente attribuito a Händel, è in realtà di Antonio Lotti (Missa Sapientiae) ed è stato copiata da Händel nel 1749 ca. |
| 269 |          | Amen...alleluja              | Re minore                  | 1735-46                   |                               | Probabilmente inteso come studio vocale.                                                                                    |
| 270 |          | Amen                         | Fa maggiore                | 1735-46                   |                               | Probabilmente inteso come studio vocale.                                                                                    |
| 271 |          | Amen...alleluja              | Sol minore                 | 1735-46                   |                               | Probabilmente inteso come studio vocale.                                                                                    |
| 272 |          | Alleluja...amen              | Re minore                  | 1735-46                   |                               | Probabilmente inteso come studio vocale.                                                                                    |
| 273 |          | Alleluja...amen              | Sol maggiore               | 1735-46                   |                               | Probabilmente inteso come studio vocale.                                                                                    |
| 274 |          | Alleluja...amen              | La minore                  | 1735-46                   |                               | Probabilmente inteso come studio vocale.                                                                                    |
| 276 |          | Amen...hallelujah            | F maggiore                 | 1744-47                   |                               | Probabilmente inteso come studio vocale.                                                                                    |
| 277 |          | Hallelujah...amen            | Fa maggiore                | 1744-47                   |                               | Probabilmente inteso come studio vocale.                                                                                    |

## Anthem (246-268)
| HWV  | Titolo                                                                           | Composto in data                    | Première           | Luogo                                      | Note | Testo |
| ---- | -------------------------------------------------------------------------------- | ----------------------------------- | ------------------ | ------------------------------------------ | --- | --- |
| 246  | O be joyful in the Lord                                                          | Cannons, 1717-18                    |                    | St. Lawrence, Whitchurch, Londra           | Chandos Anthem n. 1 o Jubilate ('Cannons') in re maggiore. Considerato anche un cantico. | Salmo 100 (the Jubilate).                                                                                        |
| 247  | In the Lord put I my trust                                                       | Cannons, 1717-18                    |                    | St. Lawrence, Whitchurch, Londra           | Chandos Anthem n. 2. Trascritto per orchestra da Edward Elgar nel 1923 come Ouverture in re minore e da Stokowski nel 1924 | Salmo 9, 11, 12 e 13 da Tate and Brady New Version of the Psalms of David.                                       |
| 248  | Have mercy upon me                                                               | Cannons, 1717-18                    |                    | St. Lawrence, Whitchurch, Londra           | Chandos Anthem n. 3. | Salmo 51 (il Miserere).                                                                                          |
| 249a | O come, let us sing unto the Lord                                                | 1714                                | ?26 settembre 1714 | Chapel Royal, St. James's Palace, Londra.  | | Salmo 96 |
| 249b | O come, let us sing unto the Lord                                                | Cannons, 1717-18                    |                    | St. Lawrence, Whitchurch, Londra           | Chandos Anthem n. 4. In parte basato su "O canta al Signore una nuova canzone" (HWV 249a). L'ouverture è stata successivamente riutilizzata nel concerto per oboe n. 2 di Händel. | "Prayer Book" versione dei salmi 93 & 96.                                                                        |
| 250a | I will magnify thee                                                              | Cannons, 1717-18                    |                    | St. Lawrence, Whitchurch, Londra           | Chandos Anthem n. 5. Due movimenti aggiunti in seguito. L'ouverture è stata successivamente riutilizzata nel concerto per oboe n. 2 di Händel. | Salmi 144 & 145                                                                                                  |
| 250b | I will magnify thee                                                              | 1724                                | ?5 gennaio 1724    | Chapel Royal, St. James's Palace, Londra   | | Salmi 89, 96, 145                                                                                                |
| 251a | As pants the hart                                                                | c. dicembre 1712 a maggio 1713      | 1713               | King's Chapel Royal                        | Scritto per organo e basso continuo soli. | Salmo 42 |
| 251b | As pants the hart                                                                | Cannons, 1717-18                    | 1718               | St. Lawrence, Whitchurch, Londra           | Chandos Anthem n. 6 (anche se si crede che sia uno dei primi Chandos Anthems composti). Versione orchestrata di HWV 251a. | Salmo 42 |
| 251c | As Pants the Hart                                                                | c. 1722                             | ?7 ottobre 1722    | Chapel Royal, St. James's Palace, Londra   | Versione orchestrata di HWV 251d. | Salmo 42 |
| 251d | As pants the hart                                                                | c. 1722                             |                    |                                            | Scritto solo per organo e basso continuo. Non ci sono prove che il lavoro sia stato eseguito durante la vita di Handel. | Salmo 42 |
| 251e | As Pants the Hart                                                                | 1738                                | 28 marzo 1738      | King’s Theatre, Haymarket                  | Scritto per una serata di beneficenza | Salmo 42 |
| 252  | My song shall be alway                                                           | Cannons, 1717-18                    |                    | St. Lawrence, Whitchurch, Londra           | Chandos Anthem n. 7. In parte derivato dal "Te Deum in D" (HWV 280). Il trio "Thou rulest the raging sea" ("Tu regni sul mare in tempesta") si è esibito a Cannons ma probabilmente spurio; probabilmente composto da Johann Christoph Pepusch o Nicola Francesco Haym invece.                                                                                   | Salmo 89 |
| 253  | O come, let us sing unto the Lord                                                | Cannons, 1717-18                    |                    | St. Lawrence, Whitchurch, Londra           | Chandos Anthem No. 8. | "Prayer Book" salmi 95 (the venite), 96, 97, 99, 103                                                             |
| 254  | O praise the Lord with one consent                                               | Cannons, 1717-18                    |                    | St. Lawrence, Whitchurch, Londra           | Chandos Anthem No. 9. | Salmi 117, 135, 148 nelle versioni metriche di Nahum Tate e "New Version of the Psalms" di Nicolas Brady (1696). |
| 255  | The Lord is my light                                                             | Cannons, 1717-18                    |                    | St. Lawrence, Whitchurch, Londra           | Chandos Anthem No. 10. | Salmi 18, 20, 27-30, 34, 45                                                                                      |
| 256a | Let God arise                                                                    | Cannons, 1717-18                    |                    | St. Lawrence, Whitchurch, Londra           | Chandos Anthem n. 11. Primo movimento di "sinfonia" aggiunto successivamente. | Salmi 68 & 76 |
| 256b | Let God arise                                                                    | 1726                                | ?16 gennaio 1726   | Chapel Royal, St. James's Palace, Londra   | | Salmo 58 |
| 257  | O praise the Lord, ye angels of his                                              |                                     |                    |                                            | Spurio. Attribuito erroneamente a Handel nell'edizione di Arnold e in HG 36. Da Maurice Greene, prima del 1728. | |
| 258  | Zadok the Priest                                                                 | ?9 settembre 1727 - 11 ottobre 1727 | 11 ottobre 1727    | Westminster Abbey                          | Inno di Incoronazione n. 1. Per l'incoronazione del re Giorgio II e della regina Carolina. Eseguito alla Consacrazione. | Inno di incoronazione Versione inglese dell'antifona "Unxerunt Salomonem Sadoc sacerdos", dopo I Re 1, 39-48.    |
| 259  | Let Thy Hand Be Strengthened                                                     | ?9 settembre 1727 - 11 ottobre 1727 | 11 ottobre 1727    | Westminster Abbey                          | Inno di Incoronazione n. 2. Per l'incoronazione del re Giorgio II e della regina Carolina. Cantato al riconoscimento (il Re viene presentato al popolo). | Inno di incoronazione Salmo 89: 13-14.                                                                           |
| 260  | The King Shall Rejoice                                                           | 9 settembre 1727 - ottobre 1727     | 11 ottobre 1727    | Westminster Abbey                          | Inno di Incoronazione n. 3. Per l'incoronazione del re Giorgio II e della regina Carolina. Avrebbe dovuto essere cantato al riconoscimento, invece fu eseguito all'Incoronazione. | Inno di incoronazione Salmo 21: 1,2,3,5                                                                          |
| 261  | My Heart is Inditing                                                             | 9 settembre 1727 - 11 ottobre 1727  | 11 ottobre 1727    | Westminster Abbey                          | Inno di Incoronazione n. 4. Per l'incoronazione del re Giorgio II e della regina Carolina. Eseguito durante l'incoronazione della regina. | Inno di incoronazione Dopo il Salmo 45: 1, 10, 12 and Isaiah 49:23.                                              |
| 262  | Inno di nozze per la principessa Anna o This is the day which the Lord hath made | 1734                                | 14 marzo 1734      | French Chapel, St. James's Palace          | Eseguito durante il matrimonio di Guglielmo, Principe di Orange, e Anna, Principessa Reale? | Salmi 45, 118, Proverbi, Ecclesiastico                                                                           |
| 263  | Sing unto God or Anthem for Wedding of Prince Frederick                          | 1736                                | 27 aprile 1736     | German Chapel, St. James's Palace, Londra  | Per il matrimonio di Federico, Principe di Galles e Principessa Augusta di Sassonia-Coburgo. Rivisto per il matrimonio della Principessa Mary. | Psalms 68, 106, 128                                                                                              |
| 264  | The ways of Zion do mourn or Funeral Anthem for Queen Caroline                   | 5(?) - 12 dicembre 1737             | 17 dicembre 1737   | King Henry VII's Chapel, Westminster Abbey | Probabilmente per la prima volta eseguito completamente corale senza movimenti solisti. La Sinfonia non è stata eseguita al funerale e probabilmente è stata aggiunta in seguito. | Da Lamentazioni, Samuele, Giobbe, Ecclesiasticus, Filippesi, Sapienza e Salmi 103, 112.                          |
| 265  | Dettingen Anthem ("The King Shall Rejoice")                                      | 30 luglio - 3 agosto 1743           | 27 novembre 1743   | Chapel Royal, St. James's Palace, Londra   | Eseguito durante un servizio alla presenza del re Giorgio II per celebrare il suo sicuro ritorno in Inghilterra. Inoltre, per celebrare gli eserciti combinati austriaci e britannici sui francesi a Dettingen nella Bassa Franconia il 27 giugno 1743. Adattamento del testo completamente diverso da "The King Shall Rejoice" dai Coronation Anthems del 1727. | Salmi 20, 21 |
| 266  | How beautiful are the feet of them or His Anthem on the Peace or Peace Anthem    | 1749                                | 25 aprile 1749     | Chapel Royal, St. James's Palace, Londra   | Per celebrare la pace di Aix-la-Chapelle (Aquisgrana). Eseguito con il "Queen Caroline" Te Deum (HWV 280). | Isaia, Salmi 29, 96, Rivelazioni                                                                                 |
| 267  | (?) First draft of the "Peace Anthem" (See HWV 266)                              | Probably early 1749                 |                    |                                            | Una composizione di 209 battute di cui le ultime 19 sono incomplete. | |
| 268  | Blessed are they that considereth the poor or Foundling Hospital Anthem          | 1749                                | 27 maggio 1749     | Foundling Hospital Chapel, Londra          | Prima esecuzione probabilmente in versione completamente corale. I movimenti solisti furono probabilmente aggiunti c. 1751. | Salmi 8, 41, 72, 112, Daniele, Rivelazioni                                                                       |

## Cantici (278-283)
| HWV | Titolo            | Tonalità            | Data di composizione  | Data prima esecuzione | Luogo                         | Note |
| --- | ----------------- | ------------------- | --------------------- | --------------------- | ----------------------------- | --- |
| 278 | Utrecht Te Deum   | Re maggiore         | 14 gennaio 1713       | 7 luglio 1713         | Cattedrale di St Paul, Londra | Per soli, coro, flauto traverso, 2 oboi, fagotto, 2 trombe, 3 violini, viola, violoncello, organo e continuo       |
| 279 | Utrecht Jubilate  | Re maggiore         | Gennaio-febbraio 1713 | 7 luglio 1713         | Cattedrale di St Paul, Londra | Per soli, coro, 2 oboi, fagotto, 2 trombe, 3 violini, viola, violoncello, organo e continuo                        |
| 280 | Caroline Te Deum  | Re maggiore         | 1714                  | Settembre 1714        | Royal Chapel, Londra          | Per soli, coro, flauto traverso, 2 trombe, 2 violini, viola e continuo                                             |
| 281 | Chandos Te Deum   | Si bemolle maggiore | 1717 - 1718           | 1717 - 1718           | Londra                        | Per soli, coro, flauto diritto, oboe, tromba, 2 violini e continuo                                                 |
| 282 | Te Deum           | La maggiore         | 1726                  | Gennaio 1726          | Royal Chapel, Londra          | Per soli, coro, flauto traverso, oboe, fagotto, 2 violini, viola, violoncello, contrabbasso, organo e continuo     |
| 283 | Dettingen Te Deum | Re maggiore         | Luglio 1743           | 27 novembre 1743      | Royal Chapel, Londra          | Per soli, coro, 2 oboi, fagotto, 3 trombe, timpano, 3 violini, viola, violoncello, contrabbasso, organo e continuo |

## Concerti (287-311, 343)

### Opus 4
| HWV | Numero     | Tonalità                  | Anno di composizione | Prima esecuzione | Anno di pubblicazione | Movimenti                                                                             | Note |
| --- | ---------- | ------------------------- | -------------------- | ---------------- | --------------------- | ------------------------------------------------------------------------------------- | --- |
| 289 | Op. 4 n. 1 | Sol minore / Sol maggiore | 1735-1736            | 19 febbraio 1736 | 1738                  | Larghetto, e staccato - Allegro - Adagio - Andante                                    | Eseguito per la prima volta come interludio dell'oratorio Alexander's Feast HWV 75. L'ultimo movimento è un minuetto con variazioni tratto dalla triosonata in fa maggiore op. 6 n. 6. |
| 290 | Op. 4 n. 2 | Si bemolle maggiore       | 1735                 | 5 marzo 1735     | 1738                  | A tempo ordinario, e staccato - Allegro - Adagio, e staccato - Allegro, ma non presto | Eseguito per la prima volta come interludio dell'oratorio Esther HWV 50b. Il primo movimento è una versione ampliata della symphonia tratta dal mottetto per soprano Silete venti. Il secondo movimento riutilizza materiale tematico tratto dalla triosonata op. 2 n. 4.                                                                |
| 291 | Op. 4 n. 3 | Sol minore                | 1735                 | 5 marzo 1735     | 1738                  | Adagio - Allegro - Adagio - Allegro                                                   | Dell'ultimo movimento esistono diverse versioni. Eseguito per la prima volta come interludio dell'oratorio Esther HWV 50b. Include parti tratte della sonata in trio op. 2 n. 6, dalla sonata per flauto op. 1 n. 2 e da un concerto per oboe. Le prime battute del primo movimento vennero riutilizzate nel concerto grosso op. 3 n. 3. |
| 292 | Op. 4 n. 4 | Fa maggiore               | 25 marzo 1735        | 1º aprile 1735   | 1738                  | Allegro - Andante - Adagio - Allegro                                                  | Originariamente concluso dell'Alleluja, un breve finale orchestrale probabilmente composto da Händel per le pubblicazioni di Walsh. Gran parte del primo movimento deriva dall'introduzione della seconda versione del coro Questo è in cielo dal primo atto dell'opera Alcina.                                                          |
| 293 | Op. 4 n. 5 | Fa maggiore               | 1735                 | 26 marzo 1735    | 1738                  | Larghetto - Allegro - Alla Siciliana - Presto                                         | Eseguito per la prima volta come interludio dell'oratorio Deborah HWV 51. Trascrizione della sonata per flauto op. 1 n. 1. |
| 294 | Op. 4 n. 6 | Si bemolle maggiore       | 1736                 | 19 febbraio 1736 | 1738                  | Andante allegro - Larghetto - Allegro moderato                                        | Eseguito per la prima volta come interludio dell'oratorio Alexander's Feast HWV 35. Originariamente composto per arpa. |

### Opus 7
| HWV | Numero     | Tonalità            | Anno di composizione | Prima esecuzione       | Luogo                                | Anno di pubblicazione | Movimenti                                                                     | Note |
| --- | ---------- | ------------------- | -------------------- | ---------------------- | ------------------------------------ | --------------------- | ----------------------------------------------------------------------------- | --- |
| 306 | Op. 7 n. 1 | Si bemolle maggiore | 17 febbraio 1740     | 27 febbraio 1740       | Lincoln's Inn Fields Theatre, Londra | 1761                  | Andante - Andante - Largo, e piano - Bourrée                                  | Il primo movimento include una parte indipendente per la pedaliera.                                                                                  |
| 307 | Op. 7 n. 2 | La maggiore         | 5 febbraio 1743      | 18 febbraio 1743       | Royal Opera House, Londra            | 1761                  | Ouverture - A tempo ordinario - Organo ad libitum - Allegro                   | Eseguito per la prima volta come interludio dell'oratorio Sansone HWV 57.                                                                            |
| 308 | Op. 7 n. 3 | Si bemolle maggiore | 1º-4 gennaio 1751    | 1º marzo 1751          | Royal Opera House, Londra            | 1761                  | Allegro - Organo (adagio e fuga) ad libitum - Spiritoso - Minuetto - Minuetto | Esistono due versioni autografe del primo movimento. Si tratta dell'ultimo lavoro orchestrale di Händel.                                             |
| 309 | Op. 7 n. 4 | Re minore           | Forse 1744           | Forse 14 febbraio 1746 | ?                                    | 1761                  | Adagio - Allegro - Organo ad libitum - Allegro                                | Forse eseguito per la prima volta come interludio dell'oratorio The Occasional Oratorio HWV 62.                                                      |
| 310 | Op. 7 n. 5 | Sol minore          | 31 gennaio 1750      | 16 marzo 1750          | Royal Opera House, Londra            | 1761                  | Allegro ma non troppo, e staccato - Andante larghetto, e staccato - Gavotta   | Eseguito per la prima volta come interludio dell'oratorio Theodora HWV 68. La gavotta finale venne probabilmente aggiunta da John Christopher Smith. |
| 311 | Op. 7 n. 6 | Si bemolle maggiore | Forse 1748-1749      | 1749                   | ?                                    | 1761                  | Pomposo - Organo ad libitum - A tempo ordinario                               | Assemblato nella forma che conosciamo oggi da John Christopher Smith dopo la morte di Händel per la pubblicazione di Walsh.                          |

## Concerti grossi (312-335)

### Opus 3
| HWV | Numero       | Tonalità            | Anno di composizione | Prima esecuzione | Luogo | Anno di pubblicazione | Movimenti | Note |
| --- | ------------ | ------------------- | -------------------- | ---------------- | ----- | --------------------- | --------- | ---- |
| 312 | Op. 3, No. 1 | si bemolle maggiore |                      |                  |       |                       |           |      |
| 313 | Op. 3, No. 2 | si bemolle maggiore |                      |                  |       |                       |           |      |
| 314 | Op. 3, No. 3 | sol maggiore        |                      |                  |       |                       |           |      |
| 315 | Op. 3, No. 4 | fa maggiore         |                      |                  |       |                       |           |      |
| 316 | Op. 3, No. 5 | re minore           |                      |                  |       |                       |           |      |
| 317 | Op. 3, No. 6 | re maggiore         |                      |                  |       |                       |           |      |

### Opus 6
| HWV | Numero        | Tonalità | Anno di composizione | Prima esecuzione | Luogo | Anno di pubblicazione | Movimenti | Note |
| --- | ------------- | -------- | -------------------- | ---------------- | ----- | --------------------- | --------- | ---- |
| 319 | Op. 6, No. 1  |          |                      |                  |       |                       |           |      |
| 320 | Op. 6, No. 2  |          |                      |                  |       |                       |           |      |
| 321 | Op. 6, No. 3  |          |                      |                  |       |                       |           |      |
| 322 | Op. 6, No. 4  |          |                      |                  |       |                       |           |      |
| 323 | Op. 6, No. 5  |          |                      |                  |       |                       |           |      |
| 324 | Op. 6, No. 6  |          |                      |                  |       |                       |           |      |
| 325 | Op. 6, No. 7  |          |                      |                  |       |                       |           |      |
| 326 | Op. 6, No. 8  |          |                      |                  |       |                       |           |      |
| 327 | Op. 6, No. 9  |          |                      |                  |       |                       |           |      |
| 328 | Op. 6, No. 10 |          |                      |                  |       |                       |           |      |
| 329 | Op. 6, No. 11 |          |                      |                  |       |                       |           |      |
| 330 | Op. 6, No. 12 |          |                      |                  |       |                       |           |      |

## Partiture per orchestra (336-345, 347-356, 413)
| HWV  | Tipo                                         | Chiave              | Composta      | Prima               | Pubblicata | Note |
| ---- | -------------------------------------------- | ------------------- | ------------- | ------------------- | ---------- | --- |
| 302b | Largo                                        | Fa maggiore         | c. 1738       |                     |            | Autografo intitolato "Suite de pieces" (presumibilmente questo era il movimento di apertura) |
| 336  | Overture                                     | Si bemolle maggiore |               |                     |            | Autografo perso. Probabilmente completato in Germania o in Italia |
| 337  | Overture                                     | Re maggiore         | c. 1722-1725  |                     |            | Probabilmente inteso come movimento introduttivo. Forse destinato ad essere accoppiato con il concerto grosso in Re maggiore op. 3 n. 6 (HWV 317) come il movimento adagio. |
| 338  | Adagio/Allegro                               | B minor/Re maggiore | 1722          |                     |            | In origine, con il primo movimento del Concerto per organo, Allegro in re minore (HWV 317), un concerto orchestrale in 3 movimenti. Il 1° movimento è stato utilizzato come sinfonia in Ottone (HWV 15); e il tema dell'ultimo movimento è stato rielaborato per l'ouverture di Ottone |
| 339  | Sinfonia                                     | Si bemolle maggiore | c. 1706-1707  |                     | 1979       | Nessun autografo. Pubblicato per la prima volta nel 1979 nell'edizione Halle (IV / 15) ed è noto solo da una copia di Christopher Graupner (1683-1760). Probabilmente completato ad Amburgo o in Italia |
| 340  | Allegro                                      | Sol maggiore        | ?c. 1710-1715 |                     |            | Nessun autografo |
| 341  | Suite                                        | Re maggiore         |               |                     | 1733       | Quasi certamente spurio |
| 342  | Overture                                     | Fa maggiore         | c. 1736       |                     |            | |
| 344  | Chorus and Minuet                            | Si bemolle maggiore | 1708          |                     |            | Nessun autografo. Apparentemente movimenti dall'opera di Amburgo ''Florindo'' (HWV 3) (Vedi HWV 354) |
| 345  | March                                        | Re maggiore         | before 1738   |                     |            | Nessun autografo |
| 347  | Sinfonia                                     | Si bemolle maggiore | c. 1747       |                     |            | |
| 348  | Musica sull'acqua Suite n. 1 in Fa maggiore  | Fa maggiore         | 1717          | luglio 1717         | 1788       | La prima esecuzione avvenne sulle rive del Tamigi su un'imbarcazione contenente circa 50 orchestrali al cospetto del re Giorgio I il quale insistette affinché la musica fosse ripetuta più volte. Il manoscritto autografo è andato perduto; la musica fu pubblicata nel 1788. |
| 349  | Musica sull'acqua Suite n. 2 in Re maggiore  | Re maggiore         | 1717          | luglio 1717         | 1788       | La prima esecuzione avvenne sulle rive del Tamigi su un'imbarcazione contenente circa 50 orchestrali al cospetto del re Giorgio I il quale insistette affinché la musica fosse ripetuta più volte. Il manoscritto autografo è andato perduto; la musica fu pubblicata nel 1788. |
| 350  | Musica sull'acqua Suite n. 3 in Sol maggiore | Sol maggiore        | 1717          | 17 luglio 1717      | 1788       | La prima esecuzione avvenne sulle rive del Tamigi su un'imbarcazione contenente circa 50 orchestrali al cospetto del re Giorgio I il quale insistette affinché la musica fosse ripetuta più volte. Il manoscritto autografo è andato perduto; la musica fu pubblicata nel 1788. |
| 351  | Musica per i reali fuochi d'artificio        | Re maggiore         | 1749          | 21 e 27 aprile 1749 |            | La musica fu commissionata dal re Giorgio II per celebrare la Pace di Aquisgrana del 18 ottobre 1748 che poneva fine alla Guerra di successione austriaca (1740-1748). Alla rappresentazione nel Green Park assistettero oltre 12 000 persone. L'orchestra si trovava su una piccola imbarcazione progettata dall'architetto franco-italiano Giovanni Niccolò Servandoni che si incendiò proprio in seguito ai fuochi artificiali. Nell'incidente persero la vita tre spettatori. |
| 352  | Suite                                        | Si bemolle maggiore | 1706          |                     |            | Nessun autografo |
| 353  | Suite                                        | Sol maggiore        | 1706          |                     |            | Nessun autografo |
| 354  | Suite                                        | Si bemolle maggiore | 1708          |                     |            | Nessun autografo |
| 355  | Hornpipe aria                                | C minor             | ?c. 1710-1715 |                     |            | Nessun autografo |
| 356  | Hornpipe                                     | Re maggiore         | 1740          |                     |            | Nessun autografo. Composto per Vauxhall Gardens |
| 413  | Gigue                                        | Si bemolle maggiore | 1736          |                     |            | |

## Partiture per tastiera (425-612)
| HWV          | Tipo                       | Tonalità            | Anno di composizione | Anno di pubblicazione | Note |
| ------------ | -------------------------- | ------------------- | -------------------- | --------------------- | --- |
| 305b         | Arrangiamento              | Fa minore           | circa 1747           |                       | Usato come ouverture. Arrangiamento per tastiera solista del concerto per organo in Fa maggiore HWV 305.                                                                             |
| 425          | Aria (sarabanda)           | Mi maggiore         |                      |                       | Solo un movimento. |
| 426          | Suite vol. 1 n. 1          | La maggiore         | prima del 1720       | 1720                  | |
| 427          | Suite vol. 1 n. 2          | Fa maggiore         | prima del 1720       | 1720                  | |
| 428          | Suite vol. 1 n. 3          | Re minore           | prima del 1720       | 1720                  | |
| 429          | Suite vol. 1 n. 4          | Mi minore           | prima del 1720       | 1720                  | |
| 430          | Suite vol. 1 n. 5          | Mi maggiore         | prima del 1720       | 1720                  | Il movimento conclusivo è noto come Il fabbro armonioso. |
| 431          | Suite vol. 1 n. 6          | Fa diesis minore    | prima del 1720       | 1720                  | |
| 432          | Suite vol. 1 n. 7          | Sol minore          | prima del 1720       | 1720                  | Il movimento conclusivo è la celebre passacaglia, ripresa poi nel concerto per organo in Si bemolle maggiore HWV 306.                                                                |
| 433          | Suite vol. 1 n. 8          | Fa minore           | prima del 1720       | 1720                  | |
| 434          | Suite vol. 2 n. 1          | Si bemolle maggiore | 1710-1717            | 1733                  | Il minuetto in Sol minore è usato anche nella sonata per flauto HWV 375. L'aria con variazioni venne utilizzata da Johannes Brahms nelle sue Variazioni e Fuga su un tema di Händel. |
| 435          | Suite vol. 2 n. 2          | Sol maggiore        | 1705-1717            | 1733                  | 21 variazioni. |
| 436          | Suite vol. 2 n. 3          | Re minore           | circa 1721-1726      | 1733                  | |
| 437          | Suite vol. 2 n. 4          | Re minore           | circa 1703-1706      | 1733                  | La sarabanda venne utilizzata nel film Barry Lyndon di Stanley Kubrick. |
| 438          | Suite vol. 2 n. 5          | Mi minore           | circa 1710-1717      | 1733                  | |
| 439          | Suite vol. 2 n. 6          | Sol minore          | circa 1703-1706      | 1733                  | |
| 440          | Suite vol. 2 n. 7          | Si bemolle maggiore | circa 1703-1706      | 1733                  | Rivista nel 1717-18. |
| 441          | Suite vol. 2 n. 8          | Sol maggiore        | circa 1703-1706      | 1733                  | |
| 442          | Suite vol. 2 n. 9          | Sol maggiore        | circa 1703-1706      | 1733                  | Preludio, ciaccona e 62 variazioni. Esistono due preludi alternativi. |
| 443          | Suite                      | Do maggiore         | 1700-1703            |                       | Include una ciaccona e 26 variazioni. |
| 444          | Partita                    | Do minore           | circa 1705-1706      |                       | |
| 445          | Suite                      | Do minore           | 1705-1706            |                       | |
| 446          | Suite                      | Do minore           | circa 1703-1706      |                       | Composta per due clavicembali, ci è pervenuta solo una parte. |
| 447          | Suite                      | Re minore           | circa 1738-1739      |                       | Composta per la principessa Luisa insieme alla suite HWV 452. |
| 448          | Suite                      | Re minore           | circa 1705-1706      |                       | |
| 449          | Suite                      | Re minore           | circa 1705           |                       | |
| 450          | Partita                    | Sol maggiore        | circa 1700-1705      |                       | |
| 451          | Suite                      | Sol minore          | circa 1703-1706      |                       | Solo allemanda e corrente. |
| 452          | Suite                      | Sol minore          | circa 1738-1739      |                       | Composta per la principessa Luisa insieme alla suite HWV 447. |
| 453          | Suite                      | Sol minore          | circa 1705-1706      |                       | |
| 454          | Partita                    | La maggiore         | circa 1703-1706      |                       | |
| 455          | Suite                      | Si bemolle maggiore | circa 1705           |                       | Versione per clavicembalo dell'ouverture HWV 336. |
| 456-1        | Arrangiamento              |                     | circa 1720-1727      |                       | Arrangiamento per clavicembalo dell'ouverture dell'opera Il pastor fido. |
| 456-2        | Arrangiamento              |                     | circa 1720-1727      |                       | Arrangiamento per clavicembalo dell'ouverture dell'opera Amadigi. |
| 456-3        | Arrangiamento              |                     | circa 1720-1727      |                       | Arrangiamento per clavicembalo dell'ouverture dell'opera Flavio. |
| 456-4        | Arrangiamento              |                     | circa 1720-1727      |                       | Arrangiamento per clavicembalo dell'ouverture dell'opera Rodelinda. |
| 456-5        | Arrangiamento              |                     | circa 1720-1727      |                       | Arrangiamento per clavicembalo dell'ouverture dell'opera Riccardo Primo. |
| 457          | Aria                       | Do maggiore         | circa 1720-1721      |                       | |
| 458          | Aria                       | Do minore           | circa 1710-1720      |                       | Attribuzione dubbia. |
| 459          | Aria                       | Do minore           | circa 1710-1720      |                       | Attribuzione dubbia. |
| 460          | Aria (marcia)              | Re maggiore         | circa 1720-1721      |                       | |
| 461          | Aria                       | Re minore           | circa 1717-1718      |                       | |
| 462          | Aria e minuetto            | Re minore           | circa 1724-1726      |                       | |
| 463          | Aria                       | Fa maggiore         | circa 1707-1709      |                       | |
| 464          | Aria                       | Fa maggiore         | circa 1724-1726      |                       | Versione per clavicembalo dell'aria tratta dalla Musica sull'acqua HWV 348-350. |
| 465          | Aria e due variazioni      | Fa maggiore         | circa 1710-1720      |                       | |
| 466          | Aria                       | Sol minore          | circa 1710-1720      |                       | Per clavicembalo a due manuali o per organo. |
| 467          | Aria                       | Sol minore          | circa 1710-1720      |                       | |
| 468          | Aria                       | La maggiore         | circa 1727-1728      |                       | |
| 469          | Aria                       | Si bemolle maggiore | circa 1738-1739      |                       | Riutilizzata in forma orchestrale nella HWV 347 e nel concerto d'organo HWV 311. |
| 470          | Aria                       | Si bemolle maggiore | circa 1710-1720      |                       | Per clavicembalo a due manuali o per organo. |
| 471          | Aria                       | Si bemolle maggiore | circa 1710-1720      |                       | |
| 472          | Allegro                    | Do maggiore         | circa 1705           |                       | |
| 473          | Allegro                    | Do maggiore         | 25 agosto 1738       |                       | |
| 474          | Aria                       | Sol maggiore        | circa 1736-1738      |                       | Basato sul primo coro di Aci e Galatea HWV 49a, forse per organo. |
| 475          | Allegro                    | Re minore           | circa 1710-1720      |                       | |
| 476          | Allemanda                  | Fa maggiore         | circa 1730-1735      |                       | |
| 477          | Allemanda                  | La maggiore         | circa 1724-1726      |                       | |
| 478          | Allemanda                  | La minore           | circa 1705           |                       | |
| 479          | Allemanda                  | Si minore           | circa 1721-1722      |                       | |
| 480          | Corale                     | Sol minore          | circa 1736-1740      |                       | La melodia di Jesu meine Freude è presente nella sezione centrale. Forse per organo. Al termine c'è una parte di due battute, forse una prevista, e non realizzata, variazione.      |
| 481          | Capriccio                  | Fa maggiore         | circa 1703-1706      |                       | |
| 482-1        | Arrangiamento              |                     | circa 1720-1725      |                       | Arrangiamento per clavicembalo dell'aria Molto voglio, molto spero dell'opera Rinaldo.                                                                                               |
| 482-2        | Arrangiamento              |                     | circa 1720-1725      |                       | Arrangiamento per clavicembalo dell'aria Sventurato, godi, o core abbandonato dell'opera Floridante.                                                                                 |
| 482-3        | Arrangiamento              |                     | circa 1720-1725      |                       | Arrangiamento per clavicembalo dell'aria Ombra cara di mia sposa dell'opera Radamisto.                                                                                               |
| 482-4        | Arrangiamento              |                     | circa 1720-1725      |                       | Arrangiamento per clavicembalo dell'aria Pupille sdegnose! sareste pietose dell'opera Muzio Scevola.                                                                                 |
| 482-5        | Arrangiamento              |                     | circa 1720-1725      |                       | Arrangiamento per clavicembalo dell'aria Come, se ti vedrò dell'opera Muzio Scevola.                                                                                                 |
| 483          | Capriccio                  | Sol minore          | circa 1720-1721      |                       | |
| 484          | Ciaccona con 49 variazioni | Do maggiore         | circa 1700-1705      |                       | Versione della ciaccona nella suite HWV 443. |
| 485          | Ciaccona                   | Fa maggiore         | circa 1705           |                       | Per clavicembalo a due manuali. |
| 486          | Ciaccona                   | Sol minore          | circa 1705           |                       | |
| 487          | Concerto                   | Sol maggiore        | circa 1710-1720      |                       | Due movimenti. |
| 488          | Allegro                    | Fa maggiore         | circa 1717-1718      |                       | In sol maggiore per la suite HWV 442. |
| 489          | Corrente                   | Si minore           | circa 1722           |                       | |
| 490          | Fantasia                   | Do maggiore         | circa 1703-1706      |                       | |
| 491          | Gavotta                    | Sol maggiore        | circa 1705           |                       | |
| 492          | Gigua                      | Fa maggiore         | circa 1726-1727      |                       | |
| 493          | Giga                       | Sol minore          | circa 1704-1705      |                       | Due versioni. |
| 494          | Bourrée                    | Sol minore          | circa 1705           |                       | |
| 495          | Lezione                    | Re minore           | circa 1705-1710      |                       | Tratta dalla suite HWV 428. |
| 496          | Lezione                    | La minore           | circa 1715-1720      |                       | |
| Da 497 a 558 | 62 minuetti                | Varie tonalità      |                      |                       | Alcuni derivanti da altre composizioni. |
| 559          | Passapiede                 | Do maggiore         | circa 1721-1722      |                       | |
| 560          | Passapiede                 | La maggiore         | circa 1705           |                       | |
| 561          | Preludio                   | Re minore           | circa 1705-1706      |                       | Versione del preludio dalla suite HWV 437. |
| 562          | Preludio                   | Re minore           | circa 1711-1712      |                       | |
| 563          | Preludio                   | Re minore           | circa 1700-1703      |                       | |
| 564          | Preludio                   | Re minore           | circa 1705           |                       | |
| 565          | Preludio                   | Re minore           | circa 1710-1720      |                       | Versione del preludio dalla suite HWV 428. |
| 566          | Preludio                   | Mi maggiore         | circa 1710-1720      |                       | In alcuni manoscritti associato alla suite HWV 433. |
| 567          | Preludio                   | Fa maggiore         | circa 1710-1720      |                       | |
| 568          | Preludio                   | Fa minore           | circa 1710-1720      |                       | In alcuni manoscritti associato alla suite HWV 433. |
| 569          | Preludio                   | Fa minore           | circa 1710-1720      |                       | Attribuzione dubbia. |
| 570          | Preludio                   | Fa diesis minore    | circa 1717-1718      |                       | Originariamente associato alla suite HWV 431. |
| 571          | Preludio e capriccio       | Sol maggiore        | circa 1703-1706      |                       | Due movimenti. |
| 572          | Preludio                   | Sol minore          | circa 1710-1717      |                       | Originariamente associato alla suite HWV 432. |
| 573          | Preludio                   | Sol minore          | circa 1705           |                       | |
| 574          | Preludio e allegro         | Sol minore          | circa 1705           |                       | Due movimenti. |
| 575          | Preludio                   | La minore           | circa 1717-1718      |                       | In coppia con la lezione HWV 496. |
| 576          | Preludio e allegro         | La minore           | circa 1705-1706      |                       | Due movimenti. |
| 577          | Fantasia                   | Do maggiore         | circa 1703-1705      |                       | |
| 578          | Sonata                     | Do maggiore         | circa 1750           |                       | Musica derivante dall'Amen HWV 277, dal concerto grosso in Alexander's Feast HWV 318 e dall'aria HWV 467.                                                                            |
| 579          | Fantasia                   | Sol maggiore        | circa 1707-1710      |                       | Per clavicembalo a due manuali. |
| 580          | Sonata                     | Sol minore          | circa 1707-1710      |                       | Un movimento. |
| 581          | Sonatina                   | Re minore           | circa 1705           |                       | Un movimento. |
| 582          | Sonatina                   | Sol maggiore        | circa 1721-1722      |                       | Un movimento. |
| 583          | Sonatina                   | Sol minore          | circa 1721-1722      |                       | Un movimento. |
| 584          | Sonatina                   | La minore           | circa 1706-1708      |                       | Un movimento, attribuzione dubbia. |
| 585          | Sonatina                   | Si bemolle maggiore | circa 1721-1722      |                       | Un movimento. |
| 586          | Toccata                    | Sol minore          | circa 1710-1720      |                       | |
| Da 587 e 597 | Undici pezzi               | Varie tonalità      | circa 1735-1740      |                       | Per organo meccanico. Arrangiamenti di alcune arie d'opera. |
| Da 598 a 604 | Sette pezzi                | Do maggiore         | circa 1730-1740      |                       | La HWV 600 è chiamata A Voluntary for a Flight of Angels. |
| 605          | Fuga                       | Sol minore          | circa 1711-1718      | 1735                  | Numero 1 delle Sei fughe o voluntary per organo o clavicembalo pubblicato da Walsh nel 1735.                                                                                         |
| 606          | Fuga                       | Sol maggiore        | circa 1711-1718      | 1735                  | Numero 2 delle Sei fughe o voluntary per organo o clavicembalo pubblicato da Walsh nel 1735.                                                                                         |
| 607          | Fuga                       | Si bemolle maggiore | circa 1711-1718      | 1735                  | Numero 3 delle Sei fughe o voluntary per organo o clavicembalo pubblicato da Walsh nel 1735.                                                                                         |
| 608          | Fuga                       | Si minore           | circa 1711-1718      | 1735                  | Numero 4 delle Sei fughe o voluntary per organo o clavicembalo pubblicato da Walsh nel 1735.                                                                                         |
| 609          | Fuga                       | La minore           | circa 1711-1718      | 1735                  | Numero 5 delle Sei fughe o voluntary per organo o clavicembalo pubblicato da Walsh nel 1735.                                                                                         |
| 610          | Fuga                       | Do minore           | circa 1711-1718      | 1735                  | Numero 6 delle Sei fughe o voluntary per organo o clavicembalo pubblicato da Walsh nel 1735.                                                                                         |
| 611          | Fuga                       | Fa maggiore         | circa 1705           |                       | Senza autografo. |
| 612          | Fuga                       | Mi maggiore         |                      |                       | Senza autografo, ma quasi certamente originale. |
| A15 1 - 37   | Minuetti                   | Varie tonalità      |                      |                       | Arrangiamenti di aria operistiche. |

## HWV deest
La dicitura deest indica composizioni prive di numero di catalogo.
| HWV | Numero                          | Tonalità            | Anno di composizione | Prima esecuzione | Luogo | Anno di pubblicazione | Movimenti | Note                 |
| --- | ------------------------------- | ------------------- | -------------------- | ---------------- | ----- | --------------------- | --------- | -------------------- |
|     | Fantasia per clavicembalo n. 1  | Do maggiore         |                      |                  |       | 1942                  | 1         | Attribuzione dubbia. |
|     | Fantasia per clavicembalo n. 2  | La minore           |                      |                  |       | 1942                  | 1         | Attribuzione dubbia. |
|     | Fantasia per clavicembalo n. 3  | Do maggiore         |                      |                  |       | 1942                  | 1         | Attribuzione dubbia. |
|     | Fantasia per clavicembalo n. 4  | Fa maggiore         |                      |                  |       | 1942                  | 1         | Attribuzione dubbia. |
|     | Fantasia per clavicembalo n. 5  | Re minore           |                      |                  |       | 1942                  | 1         | Attribuzione dubbia. |
|     | Fantasia per clavicembalo n. 6  | Si bemolle maggiore |                      |                  |       | 1942                  | 1         | Attribuzione dubbia. |
|     | Fantasia per clavicembalo n. 7  | Mi minore           |                      |                  |       | 1942                  | 1         | Attribuzione dubbia. |
|     | Fantasia per clavicembalo n. 8  | Sol maggiore        |                      |                  |       | 1942                  | 1         | Attribuzione dubbia. |
|     | Fantasia per clavicembalo n. 9  | La maggiore         |                      |                  |       | 1942                  | 1         | Attribuzione dubbia. |
|     | Fantasia per clavicembalo n. 10 | Sol maggiore        |                      |                  |       | 1942                  | 1         | Attribuzione dubbia. |
|     | Fantasia per clavicembalo n. 11 | Mi maggiore         |                      |                  |       | 1942                  | 1         | Attribuzione dubbia. |
|     | Fantasia per clavicembalo n. 12 | Do minore           |                      |                  |       | 1942                  | 1         | Attribuzione dubbia. |
|     | Gloria, Cantata                 |                     |                      |                  |       | 2001                  | 6         | Attribuzione certa.  |